# Trà oản
 Một trà oản hoặc chawan (茶碗; nghĩa là "bát trà"), là vật dụng có dạng hình cầu bổ đôi dùng để pha và uống trà. Nhiều loại trà oản được sử dụng trong các nghi lễ trà Đông Á. Sự lựa chọn sử dụng của họ phụ thuộc vào nhiều sự cân nhắc.

## Lịch sử

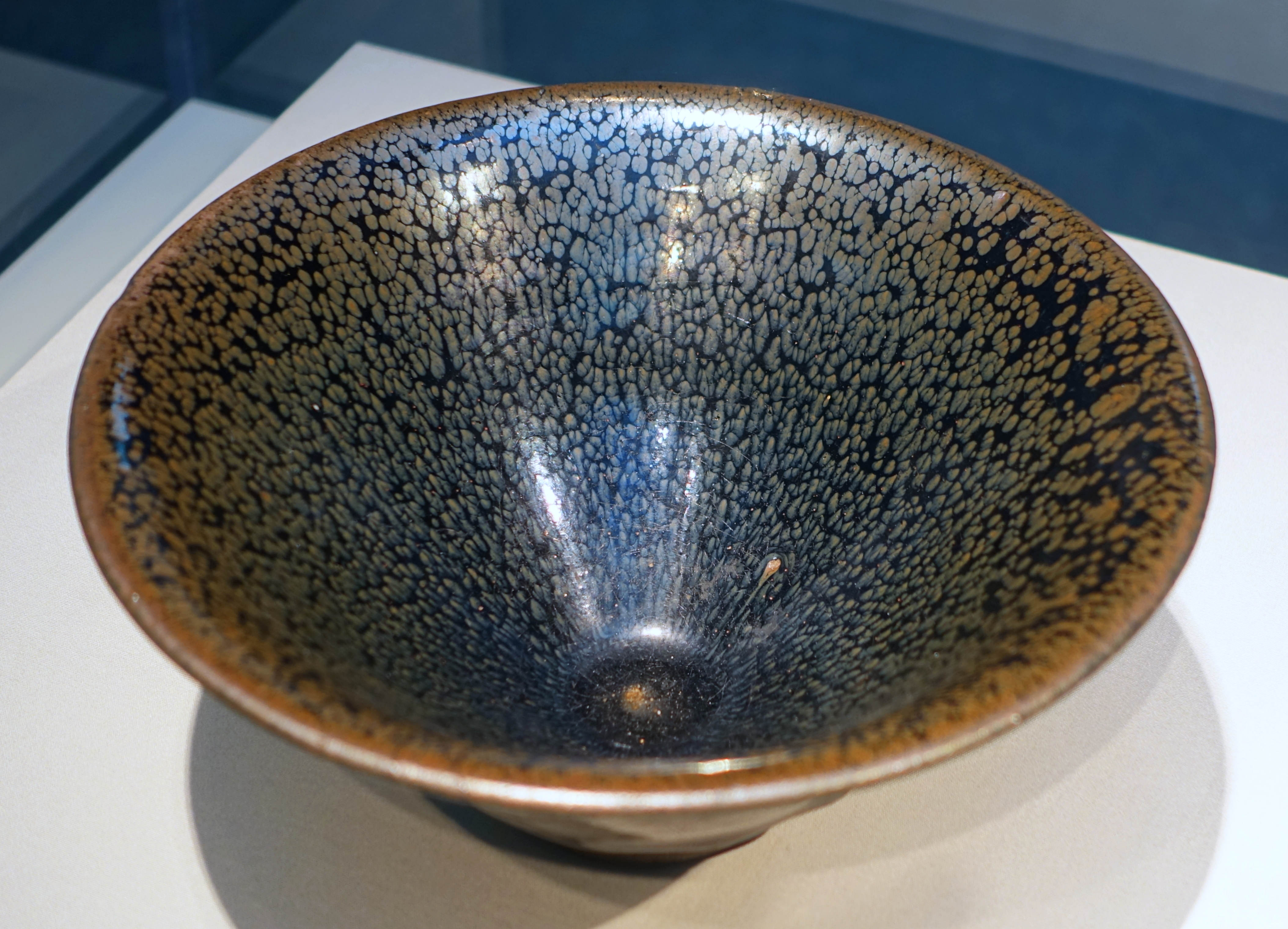
Trà oản thời Nhà Tống

Chawan có nguồn gốc từ Trung Quốc. Chawan đầu tiên ở Nhật Bản được nhập khẩu từ Trung Quốc trong khoảng từ thế kỷ 13 đến thế kỷ 16.
Kiến dao Chawan, một bát trà Trung Quốc được gọi là Tenmoku chawan ở Nhật Bản, là bát trà được ưa thích cho trà đạo Nhật Bản cho đến thế kỷ 16. Ở Nhật Bản, trà cũng chủ yếu được uống từ loại bát trà Trung Quốc này cho đến khoảng thế kỷ 15. Thuật ngữ tenmoku của Nhật Bản có nguồn gốc từ tên của núi Thiên Mục, nơi các linh mục Nhật Bản mua những bát trà này từ các đền thờ Trung Quốc để mang về Nhật Bản, theo truyền thống.
Một cư dân Phúc Kiến thế kỷ 11 đã viết về các loại trà kiến dao: 
| “ | Trà có màu nhạt và trông đẹp nhất trong cốc màu đen. Những chiếc cốc được làm tại Kiến Dương có màu đen hơi xanh, được đánh dấu giống như lông của thỏ rừng. Là kết cấu khá dày, chúng giữ nhiệt, do đó, khi được làm ấm qua, chúng làm mát rất chậm và chúng cũng được đánh giá cao trên lợi ích (account) này. Không có chiếc cốc nào được sản xuất ở những nơi khác có thể cạnh tranh với chúng. Cốc sứ xanh và trắng không được sử dụng bởi những người tổ chức tiệc trà.[5] | ” |
Đến cuối thời Kamakura (1185–1333), khi phong tục uống trà lan rộng khắp Nhật Bản và Tenmoku chawan trở thành mong muốn của tất cả các cấp bậc trong xã hội, người Nhật bắt đầu tạo ra các bản sao của riêng họ ở Seto (ngày nay là ở tỉnh Aichi Tỉnh). Mặc dù Tenmoku chawan có nguồn gốc từ tiếng Trung Quốc nguyên bản có nhiều màu sắc, hình dạng và kiểu dáng khác nhau, nhưng người Nhật đặc biệt thích những chiếc bát có hình dạng thon, vì vậy hầu hết Tenmoku chawan do Seto sản xuất đều có hình dạng này.
Với sự nổi lên của trà đạo wabi vào cuối thời Muromachi (1336 Ví1573), Ido chawan, một loạt bát Hàn Quốc chủ yếu được sử dụng cho gạo ở Hàn Quốc, cũng trở nên được đánh giá cao ở Nhật Bản. Bát Hàn Quốc là món khoái khẩu của bậc thầy trà Sen no Rikyū vì sự đơn giản thô sơ của chúng.
Theo thời gian và với sự phát triển của trà đạo Nhật Bản như một hình thức khác biệt, gốm sứ địa phương trở nên có giá cao và phát triển hơn. Khoảng thời Edo, chawan thường được sản xuất tại Nhật Bản. Các tác phẩm được đánh giá cao nhất cho một buổi trà đạo chawan là raku ware, Hagi ware và Karatsu ware. Một câu nói trong các trường phái trà đạo cho các loại chawan ưa thích liên quan: "Raku thứ nhất, Hagi thứ hai, Karatsu thứ ba."
Một loại chawan khác trở nên hơi phổ biến trong thời Edo từ nước ngoài là đồ An Nam từ Việt Nam (Annam), ban đầu được sử dụng ở đó như bát cơm. Đồ nung An Nam ware có màu xanh và trắng, với một chân cao.

## Sử dụng
Một miếng vải gọi là chakin được sử dụng để làm sạch bát.

## Các loại

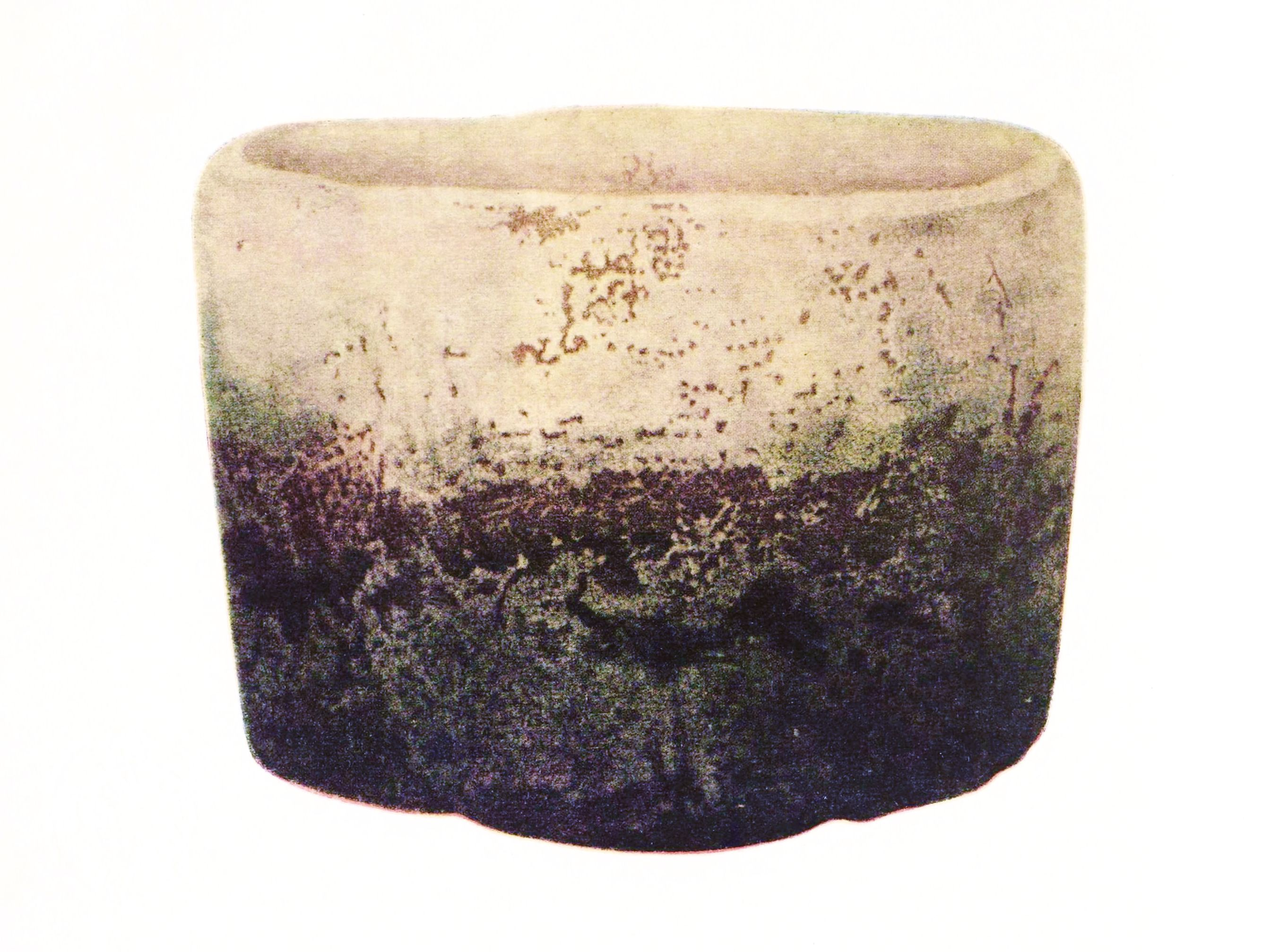
Bát trà raku trắng Fuji-san (núi Phú Sĩ) của Honami Kōetsu, thời kỳ Edo, thế kỷ 17 National Treasure

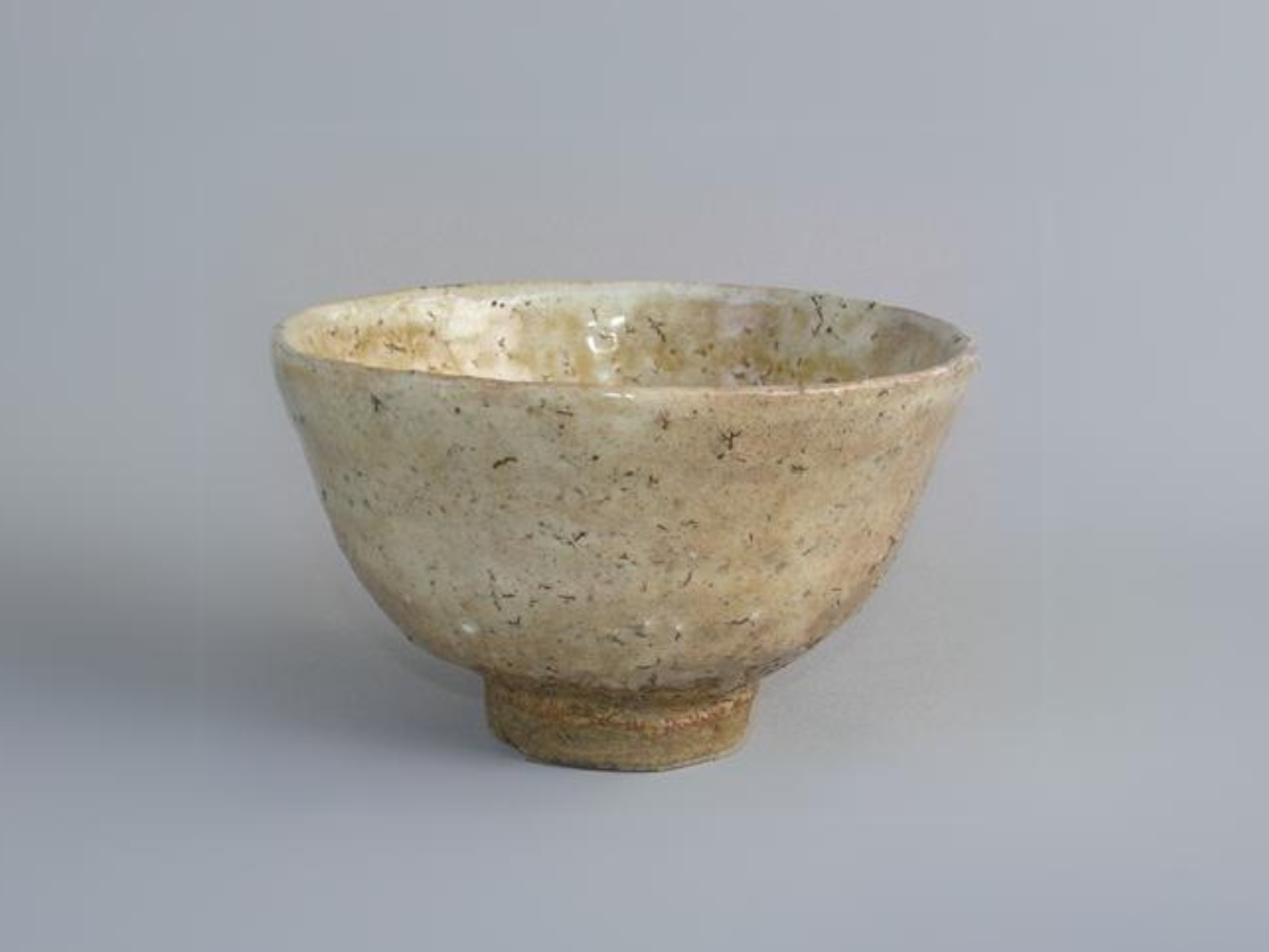
Bát đồ Hagi ware

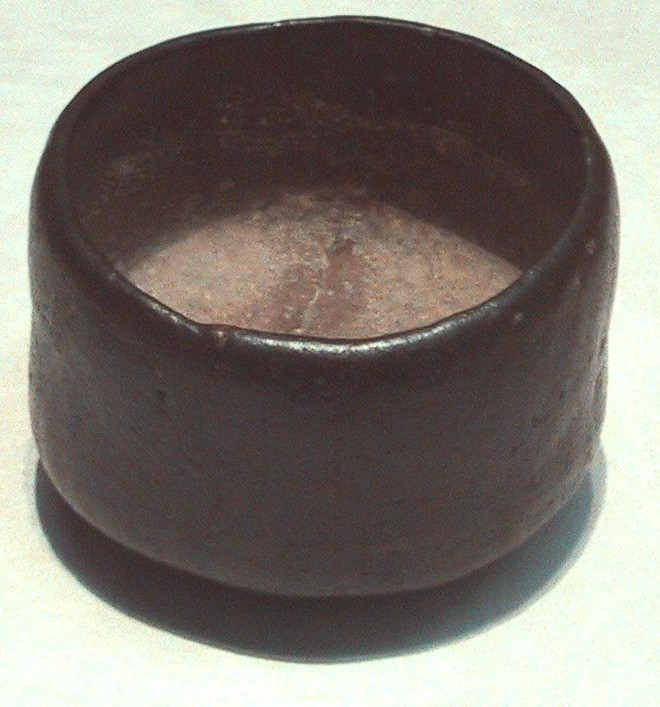
Bát raku đen dùng để pha trà đặc, thời Azuchi-Momoyama, thế kỷ 16

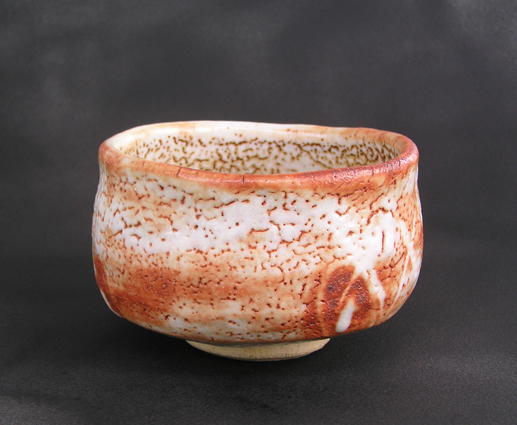
Chén trà đồ Shino

Chawan Nhật Bản có nhiều hình dạng và chủng loại khác nhau, nhiều trong số đó có tên cụ thể:
- "iron" bowl (鉄鉢形 tetsubachi-nari / teppatsu-nari?)
- "wooden" bowl (椀形 wan-nari?)
- Goki (呉記型 Goki-gata?)
- half-cylinder (半筒型 han tsutsu-gata?)
- cylinder (筒型 tsutsu-gata?)
- go stone box (碁笥底型 gokezoko-gata?) go stone box (碁笥底型 gokezoko-gata?)
- waist (胴締 dojimari-gata?)
- rider's cup (馬上杯 / 馬上盃 bajyohai?)
- cedar (杉形 sugi-nari?)
- ido / well (井戸型 ido-gata?)[10]
- Tenmoku (天目型 Tenmoku-gata?)
- Komogai (熊川形 Komogai-nari?) - trước đây được nhập khẩu từ các cảng Hàn Quốc Komogai / Ungcheon-dong, Jinhae [ko] (bây giờ là một phần của Jinhae)
- curving lip (端反り型 hatazori-gata?)
- flat (平形 hiragata?)
- horse bucket (馬盥 badarai?)
- clog/shoe (沓形 kutsu-gata?)
- shoreline (砂浜形 suhama-gata?)
- peach (桃形 momo-gata?)
- brush washer (筆洗形 hissen-gata?)
- straw hat (編笠 amikasa?)
- triangular (三角形 sankaku-gata?)
- four-sided (四方形 shiho-gata?)